# Daiki Oizumi
Daiki Oizumi (尾泉 大樹 Oizumi Daiki?, nacido el 30 de junio de 1989 en Kanagawa) es un exfutbolista japonés. Jugaba de defensa y su último club fue el SP Kyoto FC de Japón.

## Trayectoria

### Clubes
| Club        | País  | Año         |
| ----------- | ----- | ----------- |
| FC Gifu     | Japón | 2012 - 2013 |
| SP Kyoto FC | Japón | 2014 - 2015 |

## Estadística de carrera

### J. League
| Club    | Año   | J. League | J. League | Copa J. League | Copa J. League | Total | Total |
| Club    | Año   | Part.     | Goles     | Part.          | Goles          | Part. | Goles |
| ------- | ----- | --------- | --------- | -------------- | -------------- | ----- | ----- |
| FC Gifu | 2012  | 11        | 0         | -              | -              | 11    | 0     |
| FC Gifu | 2013  | 6         | 0         | -              | -              | 6     | 0     |
| Total   | Total | 17        | 0         | 0              | 0              | 17    | 0     |